# Юлдыбаевский сельсовет (Кугарчинский район)
Юлдыбаевский сельсовет — муниципальное образование в Кугарчинском районе Башкортостана.
Административный центр — деревня Юлдыбай.

## История
Согласно Закону о границах, статусе и административных центрах муниципальных образований в Республике Башкортостан имеет статус сельского поселения.
Согласно Закону Республики Башкортостан от 27 февраля 2012 года № 504-з «О переносе административного центра Юлдыбаевского сельсовета Кугарчинского района Республики Башкортостан» сменился административный центр: хутор Новохвалынский	на деревню Юлдыбай.

## Население
| 2002  | 2009  | 2010  | 2012  | 2013  | 2014  | 2015  |
| ----- | ----- | ----- | ----- | ----- | ----- | ----- |
| 1711  | ↘1562 | ↘1459 | ↘1411 | ↘1343 | ↘1307 | ↘1247 |
| 2016  | 2017  | 2018  |       |       |       |       |
| ↘1223 | ↘1201 | ↘1175 |       |       |       |       |

## Состав сельского поселения
| № | Населённый пункт | Тип населённого пункта          | Население |
| - | ---------------- | ------------------------------- | --------- |
| 1 | Юлдыбай          | деревня, административный центр | ↘276      |
| 2 | Новохвалынский   | хутор                           | ↘317      |
| 3 | Сатлыки          | деревня                         | ↘238      |
| 4 | Ибрагимово       | деревня                         | ↘172      |
| 5 | Багдашкино       | деревня                         | ↘165      |
| 6 | Мурадым          | деревня                         | ↘165      |
| 7 | 1-е Тупчаново    | деревня                         | ↘126      |